# Jost Bürgi
Jost (Joost eller Jobst) Bürgi (latin:Burgius), född 28 februari 1552 i Lichtensteig i kantonen Sankt Gallen, död 31 januari 1632 i Kassel, var en schweizisk urmakare och matematiker.
Bürgi var hovurmakare hos lantgreven Vilhelm IV av Hessen-Kassel 1579, och konstruerade förutom klockor även astronomiska instrument och deltog själv vid observationerna vid observatoriet i Kassel.

## Eftermäle
Nedslagskratern Byrgius på månen och asteroiden 2481 Bürgi uppkallade efter honom.